# Chacé
Chacé är en kommun i departementet Maine-et-Loire i regionen Pays de la Loire i nordvästra Frankrike. Kommunen ligger i kantonen Saumur-Sud som tillhör arrondissementet Saumur. År 2018 hade Chacé 1 409 invånare.

## Befolkningsutveckling
Antalet invånare i kommunen Chacé
| Referens: INSEE |